# آنتونین ملچیک
آنتونین مُلچیک (چکی: Antonín Molčík; ۸ سپتامبر ۱۹۳۹ – ۱۸ آوریل ۲۰۱۴) بازیگر و صداپیشه اهل کشور جمهوری چک بود. او در بازی ویدئویی مافیا (نسخه چکی) صداپیشه بوده است.